# Abdallah Ali Mohamed
Abdallah Ali Mohamed (Moroni, 11 april 1999) is een Comorees-Frans voetballer die in het seizoen 2020/21 door Olympique Marseille wordt uitgeleend aan Zulte Waregem. Mohamed is een verdediger.

## Clubcarrière
Mohamed werd geboren op de Comoren, maar verhuisde op eenjarige leeftijd naar Frankrijk. Na passages bij ASC 3 Cités en SC Air Bel trad hij in 2012 toe tot de jeugdopleiding van Olympique Marseille.
 In 2017 won hij de Coupe Gambardella met de club. Een jaar eerder maakte hij al zijn officiële debuut naar het B-elftal van Marseille in de CFA. Mohamed speelde er tot en met het seizoen 2019/20, maar slaagde er niet in om door te stromen naar het eerste elftal van de club, hoewel hij er in de zomer van 2019 zijn eerste profcontract ondertekende.
Eind september 2020 werd Mohamed voor de rest van het seizoen uitgeleend aan de Belgische eersteklasser Zulte Waregem, dat ook een aankoopoptie bedong in het huurcontract.

## Interlandcarrière
Mohamed maakte op 4 juni 2017 zijn interlanddebuut voor het Comorees voetbalelftal in een vriendschappelijke interland tegen Togo.

## Familie
Mohamed is het neefje van Kassim Abdallah, die van 2012 tot 2014 in het eerste elftal van Olympique Marseille speelde.
1 Bostyn ·
3 Tanghe ·
4 Lemoine ·
7 Challouk ·
8 Rommens ·
9 Vossen  ·
10 Ablo Traoré ·
11 Gavriel ·
14 Barkarson ·
17 Diop ·
18 Tambedou ·
19 Nyssen ·
20 Hedl ·
21 Nnadi ·
22 Opoku ·
23 Van der Gouw ·
24 Erenbjerg ·
27 Diabaté ·
31 Willen ·
42 Dobbels ·
47 Labie ·
50 Van Damme ·
55 Cappelle ·
59 Demuynck ·
64 Sergeant ·
Coach: Vandenbroeck